# غويلرمو مالدونادو
غويلرمو مالدونادو (بالإسبانية: Guillermo Maldonado)‏ هو سائق سباق ومهندس أرجنتيني، ولد في 29 أكتوبر 1952.